# Ivica Majstorović
Ivica Majstorović (Monaco di Baviera, 20 settembre 1981) è un ex calciatore tedesco, di ruolo difensore.